# Psephenus texanus
Psephenus texanus là một loài bọ cánh cứng trong họ Psephenidae. Loài này được Brown & Arlington miêu tả khoa học đầu tiên năm 1967.